# جيم كوربت
إدوارد جيمس «جيم» كوربيت (بالإنجليزية: Jim Corbett)‏ (25 يوليو 1875 - 19 أبريل 1955). كان صياد هندي ومؤلف كتب عن الطبيعة وقد إشتهر بعدما قام باصطياد عدد كبير من النمور التي كانت تأكل البشر في الهند.
عقدت كوربيت برتبة عقيد في الجيش الهندي البريطاني، وكان كثيرا ما يطلب من قبل حكومة المقاطعات المتحدة، والآن الولايات الهندية من ولاية اوتار براديش وأوتار براديش، لقتل النمور آكلة الإنسان والفهود التي كانت تفترس الناس في مكان قريب قرى المناطق جارهوال وكوماون. نجاحاته في الصيد أكسبته الاحترام الذي طال أمده والشهرة في كوماون، حتى يدعي البعض اعتبر السكان المحليين له سادهو (رجل دين).
كان كوربيت مصور متعطشا وبعد تقاعده من تأليف رجل أكلة من كوماون، الغابة لور، وغيرها من الكتب سرد له الصيد والخبرات التي يتمتع اشادة من النقاد والنجاح التجاري. في وقت لاحق في الحياة، وتحدث كوربيت خارج لضرورة حماية الحياة البرية في الهند من إبادة ولعب دورا رئيسيا في خلق احتياطي وطني لنمر البنغال المهددة بالانقراض باستخدام نفوذه لإقناع حكومة المقاطعة لترسيخها. في عام 1957 تم تغيير اسم الحديقة الوطنية جيم كوربت ناشيونال بارك تكريما له.

## روابط خارجية
- My Kumaon: Uncollected Writings by Jim Corbett - Book Review
- The Corbett Foundation India
- Jim Corbett Tribute and Memorial website
- Hunting Tales of Jim Corbett in Urdu-Part 01-شکاریات-منتخب کردہ دلچسپ کہانیاں-حصہ أول-راشد اشرف